# Marcin Łysko
Marcin Marek Łysko (ur. 1974) – polski prawnik, historyk prawa, doktor habilitowany nauk prawnych, nauczyciel akademicki Uniwersytetu w Białymstoku.

## Życiorys
Ukończył studia prawnicze na Wydziale Prawa Uniwersytetu w Białymstoku. Tam też w 2003 na podstawie napisanej pod kierunkiem Mariana Mikołajczyka rozprawy pt. Prokuratorski nadzór ogólny w Polsce w latach 1950–1967 otrzymał stopień naukowy doktora nauk prawnych w zakresie prawa, specjalność: historia państwa i prawa. Na macierzystym wydziale w 2017 na podstawie dorobku naukowego oraz rozprawy pt. Prace nad kodyfikacją materialnego prawa wykroczeń w Polsce Ludowej (1960–1971) uzyskał stopień doktora habilitowanego nauk prawnych w dyscyplinie prawo, specjalność: historia państwa i prawa. Został adiunktem na tym wydziale.